# Чон Сын Хва
Чон Сын Хва (кор. 정승화, р.27 марта 1981) — южнокорейский фехтовальщик, призёр чемпионата мира, чемпион Азии и Азиатских игр.

## Биография
Родился в 1981 году. В 2009 году стал обладателем золотой и серебряной медалей чемпионата Азии. В 2010 году стал чемпионом Азии, а также завоевал золотую медаль Азиатских игр. В 2011 году вновь стал чемпионом Азии. В 2015 году завоевал бронзовую медаль чемпионата мира.